# US Open-mesterskabet i damedouble 2022
US Open-mesterskabet i damedouble 2022 var den 134. turnering om US Open-mesterskabet i damedouble. Turneringen var en del af US Open 2022 og blev spillet i USTA Billie Jean King National Tennis Center i New York City, USA i perioden 31. august - 11. september 2022 med deltagelse af 64 par.
Mesterskabet blev vundet af Barbora Krejčíková og Kateřina Siniaková, som i finalen besejrede Catherine McNally og Taylor Townsend med 3-6, 7-5, 6-1 efter undervejs at have været bagud med 3-6, 1-4, og som dermed vandt US Open-mesterskabet i damedouble for første gang, og sejren var deres sjette grand slam-titel i damedouble. Det tjekkiske par vandt deres tredje grand slam-titel i damedouble i 2022, hvor de kun var gået glip af French Open-turneringen, hvor Krejčíkovás måtte trække sig på grund af en positiv COVID-19-test, og de endte dermed sæsonen som ubesejrede på grand slam-niveau. Krejčíková og Siniaková fuldbragte dermed en karriere-grand slam i damedouble, eftersom de tidligere i deres karrierer også havde vundet de tre andre grand slam-titler, og de blev den femte og sjette spiller i tennissportens åbne æra (efter Pam Shriver, Gigi Fernández, Serena Williams og Venus Williams), der vandt en karriere-golden slam i damedouble, og de blev endvidere det første makkerpar og den blot tredje og fjerde spiller i tennishistorien (efter Pam Shriver og Gigi Fernández), der havde vundet alle de seks store titler i damedouble, dvs. de fire grand slam-titler, WTA Finals og OL-guld i løbet af deres karriere, den såkaldte "karriere-super slam". Krejčíková og Siniaková blev også det første rent tjekkiske par, der vandt titlen, siden Andrea Hlaváčková og Lucie Hradecká sejrede i 2013. Catherine McNally tabte US Open-finalen for andet år i træk, og året før spillede hun sammen med Coco Gauff. Taylor Townsend var i sin første grand slam-finale i sin kun anden turnering med Catherine McNally som makker.
Resultaterne medførte, at Kateřina Siniaková generobrede førstepladsen på WTA's verdensrangliste i double fra Coco Gauff, mens Barbora Krejčíková avancerede til andenpladsen.
Samantha Stosur og Zhang Shuai var forsvarende mestre men forsvarede ikke deres titel som makkere. Stosur stillede op med Latisha Chan som makker, men det australsk-taiwanske par tabte i første runde til Miyu Kato og Aldila Sutjiadi i første runde. Zhang spillede sammen med Marta Kostjuk og tabte til sjetteseedede Desirae Krawczyk og Demi Schuurs i tredje runde.
Den tidligere dobbelte vinder af titlen, Serena Williams, spillede sin sidste doubleturnering som professionel og sammen med sin søster, Venus Williams tabte parret i første runde til Lucie Hradecká og Linda Nosková.
Dette var den første udgave af US Open efter at de fire grand slam-turneringer havde indført et fælles kampformat med en tiebreak til 10 point ved stillingen 6-6 i tredje sæt, hvilket ændrede det tidligere kampformat ved US Open-mesterskabet i damedouble, hvor der siden 1975 var blevet spillet en tiebreak til 7 point i afgørende sæt. Ljudmyla Kitjenok, Jeļena Ostapenko, Panna Udvardy og Tamara Zidanšek blev de første spillere til at afprøve det nye format, da Kitjenik og Ostapenko vandt deres møde i første runde med 6–3, 6–7(5), 7–6(10-6).
Efter Ruslands invasion af Ukraine tidligere på året tillod tennissportens styrende organer, WTA, ATP, ITF og de fire grand slam-turneringer, at spillere fra Rusland og Hviderusland fortsat kunne deltage i turneringer på ATP Tour og WTA Tour, men de kunne indtil videre ikke stille op under landenes navne eller flag, og spillerne fra de to lande deltog derfor i turneringen under neutralt flag.

## Pengepræmier og ranglistepoint
Den samlede præmiesum til spillerne i damedouble androg $ 3.471.600 (ekskl. per diem), hvilket var en stigning på 5,0 % i forhold til året før.
| Resultat               | Pengepræmier | Pengepræmier | Ændring ift. 2021 | WTA-point |
| Resultat               | Pr. par      | Total        | Ændring ift. 2021 | WTA-point |
| ---------------------- | ------------ | ------------ | ----------------- | --------- |
| Vindere (1)            | $ 688.000    | $ 688.000    | +4,2 %            | 2.000     |
| Finalister (1)         | $ 344.000    | $ 344.000    | +4,2 %            | 1.300     |
| Semifinalister (2)     | $ 172.000    | $ 344.000    | +4,9 %            | 780       |
| Kvartfinalister (4)    | $ 97.500     | $ 390.000    | +4,8 %            | 430       |
| Tabere i 3. runde (8)  | $ 56.400     | $ 451.200    | +4,4 %            | 240       |
| Tabere i 2. runde (16) | $ 35.800     | $ 572.800    | +5,3 %            | 130       |
| Tabere i 1. runde (32) | $ 21.300     | $ 681.600    | +6,5 %            | 10        |
| Samlet præmiesum       | -            | $ 3.471.600  | +5,0 %            | -         |

## Turnering

### Deltagere
Hovedturneringen har deltagelse af 64 par, der er fordelt på:
- 57 direkte kvalificerede par i form af deres ranglisteplacering.
- 7 par, der har modtaget et wildcard.

#### Seedede par
De 16 bedst placerede af parrene på WTA's verdensrangliste blev seedet:
| Seedning | Rang. | Spillere                              | Resultat        |
| -------- | ----- | ------------------------------------- | --------------- |
| 1        |       | Veronika Kudermetova Elise Mertens    | Anden runde     |
| 2        |       | Coco Gauff Jessica Pegula             | Første runde    |
| 3        |       | Barbora Krejčiková Kateřina Siniaková | Mestre          |
| 4        |       | Ljudmyla Kitjenok Jeļena Ostapenko    | Tredje runde    |
| 5        |       | Gabriela Dabrowski Giuliana Olmos     | Kvartfinalister |
| 6        |       | Desirae Krawczyk Demi Schuurs         | Kvartfinalister |
| 7        |       | Xu Yifan Yang Zhaoxuan                | Tredje runde    |
| 8        |       | Anna Danilina Beatriz Haddad Maia     | Tredje runde    |
| 9        |       | Asia Muhammad Ena Shibahara           | Tredje runde    |
| 10       |       | Nicole Melichar-Martinez Ellen Perez  | Semifinalister  |
| 11       |       | Marta Kostjuk Zhang Shuai             | Tredje runde    |
| 12       |       | Caroline Dolehide Storm Sanders       | Semifinalister  |
| 13       |       | Alexa Guarachi Andreja Klepač         | Tredje runde    |
| 14       |       | Caroline Garcia Kristina Mladenovic   | Kvartfinalister |
| 15       |       | Shuko Aoyama Chan Hao-Ching           | Tredje runde    |
| 16       |       | Alicja Rosolska Erin Routliffe        | Anden runde     |

#### Wildcards
Syv par modtog et wildcard til hovedturneringen.
| Par                               | Resultat     |
| --------------------------------- | ------------ |
| Hailey Baptiste Whitney Osuigwe   | Anden runde  |
| Reese Brantmeier Clervie Ngounoue | Anden runde  |
| Sophie Chang Angela Kulikov       | Anden runde  |
| Ashlyn Krueger Peyton Stearns     | Første runde |
| Elizabeth Mandlik Katrina Scott   | Første runde |
| Robin Montgomery Coco Vandeweghe  | Første runde |
| Serena Williams Venus Williams    | Første runde |

### Resultater

#### Kvartfinaler, semifinaler og finale
| Kirsten Flipkens    |
| Sara Sorribes Tormo |

| Nicole Melichar-Martinez |
| Ellen Perez              |

| Nicole Melichar-Martinez |
| Ellen Perez              |

| Barbora Krejčíková |
| Kateřina Siniaková |

| Barbora Krejčíková |
| Kateřina Siniaková |

| Gabriela Dabrowski |
| Giuliana Olmos     |

| Barbora Krejčíková |
| Kateřina Siniaková |

| Caroline Dolehide |
| Storm Sanders     |

| Catherine McNally |
| Taylor Townsend   |

| Caroline Garcia     |
| Kristina Mladenovic |

| Caroline Dolehide |
| Storm Sanders     |

| Desirae Krawczyk |
| Demi Schuurs     |

| Catherine McNally |
| Taylor Townsend   |

| Catherine McNally |
| Taylor Townsend   |

#### Første, anden og tredje runde
| Veronika Kudermetova |
| Elise Mertens        |

| Anna Kalinskaja |
| Donna Vekić     |

| Veronika Kudermetova |
| Elise Mertens        |

| Kirsten Flipkens    |
| Sara Sorribes Tormo |

| Kirsten Flipkens    |
| Sara Sorribes Tormo |

| Eri Hozumi      |
| Makoto Ninomiya |

| Kirsten Flipkens    |
| Sara Sorribes Tormo |

| Lucie Hradecká |
| Linda Nosková  |

| Alexa Guarachi |
| Andreja Klepač |

| Serena Williams |
| Venus Williams  |

| Lucie Hradecká |
| Linda Nosková  |

| Alicia Barnett  |
| Olivia Nicholls |

| Alexa Guarachi |
| Andreja Klepač |

| Alexa Guarachi |
| Andreja Klepač |

| Nicole Melichar-Martinez |
| Ellen Perez              |

| Madison Brengle |
| Claire Liu      |

| Nicole Melichar-Martinez |
| Ellen Perez              |

| Rosalie van der Hoek |
| Alison Van Uytvanck  |

| Reese Brantmeier |
| Clervie Ngounoue |

| Reese Brantmeier |
| Clervie Ngounoue |

| Nicole Melichar-Martinez |
| Ellen Perez              |

| Irina-Camelia Begu |
| Raluca Olaru       |

| Anna Danilina       |
| Beatriz Haddad Maia |

| Aliona Bolsova |
| Ulrikke Eikeri |

| Aliona Bolsova |
| Ulrikke Eikeri |

| Aleksandra Krunić |
| Magda Linette     |

| Anna Danilina       |
| Beatriz Haddad Maia |

| Anna Danilina       |
| Beatriz Haddad Maia |

| Barbora Krejčíková |
| Kateřina Siniaková |

| Monica Niculescu    |
| Elena-Gabriela Ruse |

| Barbora Krejčíková |
| Kateřina Siniaková |

| Elizabeth Mandlik |
| Katrina Scott     |

| Ana Bogdan         |
| Sabrina Santamaria |

| Ana Bogdan         |
| Sabrina Santamaria |

| Barbora Krejčíková |
| Kateřina Siniaková |

| Kaitlyn Christian |
| Lidzija Marozava  |

| Shuko Aoyama   |
| Chan Hao-Ching |

| Ann Li       |
| Clara Tauson |

| Kaitlyn Christian |
| Lidzija Marozava  |

| Robin Montgomery |
| Coco Vandeweghe  |

| Shuko Aoyama   |
| Chan Hao-Ching |

| Shuko Aoyama   |
| Chan Hao-Ching |

| Asia Muhammad |
| Ena Shibahara |

| Varvara Gratjeva |
| Katarzyna Piter  |

| Asia Muhammad |
| Ena Shibahara |

| Catherine Harrison |
| Ingrid Neel        |

| Catherine Harrison |
| Ingrid Neel        |

| Harriet Dart       |
| Ljudmila Samsonova |

| Asia Muhammad |
| Ena Shibahara |

| Hailey Baptiste |
| Whitney Osuigwe |

| Gabriela Dabrowski |
| Giuliana Olmos     |

| Sofia Kenin      |
| Ajla Tomljanović |

| Hailey Baptiste |
| Whitney Osuigwe |

| Ashlyn Krueger |
| Peyton Stearns |

| Gabriela Dabrowski |
| Giuliana Olmos     |

| Gabriela Dabrowski |
| Giuliana Olmos     |

| Xu Yifan      |
| Yang Zhaoxuan |

| Marie Bouzková  |
| Laura Siegemund |

| Xu Yifan      |
| Yang Zhaoxuan |

| Julija Putintseva |
| Yanina Wickmayer  |

| Rebecca Peterson    |
| Anastasija Potapova |

| Rebecca Peterson    |
| Anastasija Potapova |

| Xu Yifan      |
| Yang Zhaoxuan |

| Natela Dzalamidze |
| Kamilla Rakhimova |

| Caroline Dolehide |
| Storm Sanders     |

| Sophie Chang   |
| Angela Kulikov |

| Sophie Chang   |
| Angela Kulikov |

| Lucia Bronzetti |
| Camila Osorio   |

| Caroline Dolehide |
| Storm Sanders     |

| Caroline Dolehide |
| Storm Sanders     |

| Caroline Garcia     |
| Kristina Mladenovic |

| Jekaterina Aleksandrova |
| Jana Sizikova           |

| Caroline Garcia     |
| Kristina Mladenovic |

| Tereza Martincová |
| Aleksandra Panova |

| Nadia Podoroska |
| Mayar Sherif    |

| Nadia Podoroska |
| Mayar Sherif    |

| Caroline Garcia     |
| Kristina Mladenovic |

| Wang Xinyu |
| Zhu Lin    |

| Ljudmyla Kitjenok |
| Jeļena Ostapenko  |

| Anna Bondár  |
| Greet Minnen |

| Anna Bondár  |
| Greet Minnen |

| Panna Udvardy   |
| Tamara Zidanšek |

| Ljudmyla Kitjenok |
| Jeļena Ostapenko  |

| Ljudmyla Kitjenok |
| Jeļena Ostapenko  |

| Desirae Krawczyk |
| Demi Schuurs     |

| Alizé Cornet  |
| Jil Teichmann |

| Desirae Krawczyk |
| Demi Schuurs     |

| Latisha Chan    |
| Samantha Stosur |

| Miyu Kato       |
| Aldila Sutjiadi |

| Miyu Kato       |
| Aldila Sutjiadi |

| Desirae Krawczyk |
| Demi Schuurs     |

| Tereza Mihalíková     |
| Aljaksandra Sasnovitj |

| Marta Kostjuk |
| Zhang Shuai   |

| Irina Bara         |
| Ekaterine Gorgodze |

| Tereza Mihalíková     |
| Aljaksandra Sasnovitj |

| Oksana Kalashnikova |
| Nadiia Kitjenok     |

| Marta Kostjuk |
| Zhang Shuai   |

| Marta Kostjuk |
| Zhang Shuai   |

| Alicja Rosolska |
| Erin Routliffe  |

| Vivian Heisen  |
| Katarzyna Kawa |

| Alicja Rosolska |
| Erin Routliffe  |

| Nuria Párrizas Díaz |
| Arantxa Rus         |

| Catherine McNally |
| Taylor Townsend   |

| Catherine McNally |
| Taylor Townsend   |

| Catherine McNally |
| Taylor Townsend   |

| Dalma Gálfi   |
| Bernarda Pera |

| Dalma Gálfi   |
| Bernarda Pera |

| Maryna Zanevska      |
| Kimberley Zimmermann |

| Dalma Gálfi   |
| Bernarda Pera |

| Leylah Fernandez |
| Daria Saville    |

| Leylah Fernandez |
| Daria Saville    |

| Coco Gauff     |
| Jessica Pegula |